# 갈리냐 아 포르투게자
갈리냐 아 포르투게자(포르투갈어: galinha à portuguesa) 또는 포우궉가이(광둥어: 葡國雞; pou4 gwok3 gai1)는 마카오의 구운 닭고기 요리이다.
포르투갈식 닭고기 구이인 "프랑구 그렐랴두(frango grelhado)"에 몰류 포르투게스(포르투갈 소스)를 얹어 낸다.

## 같이 보기
- 갈리냐 아 아프리카나